# Friedrich IV. (Salm-Kyrburg)

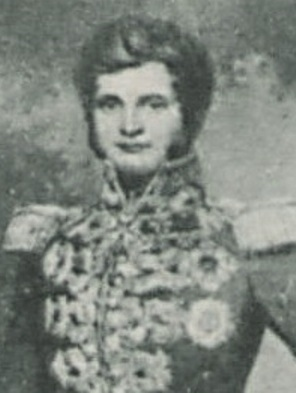
Friedrich IV. zu Salm-Kyrburg

Friedrich IV. Ernst Otto Philipp Anton Furnibert Fürst zu Salm-Kyrburg (* 14. Dezember 1789 in Paris; † 14. August 1859 in Fontainebleau) war neben Konstantin Alexander Joseph zu Salm-Salm (1762–1828) einer der beiden souveränen Fürsten im Fürstentum Salm (1802–1811).

## Leben
Sein Vater war Friedrich III. Fürst zu Salm-Kyrburg (1745–1794), der als Bauherr des Hôtel de Salm in Paris bekannt wurde. Seine Mutter war Johanna Franziska von Hohenzollern-Sigmaringen (1765–1790). Friedrich IV. wurde früh Waise. Seine Mutter starb bereits am 23. August 1790 im Haus ihrer „fürstlichen Sommerresidenz“ in Kirn, als er gerade mal acht Monate alt war. Sie ist bestattet im Chorraum der evangelischen Kirche Kirn. Sein Vater kam durch die Französische Revolution ums Leben; er wurde wenige Tage vor dem Ende der Terrorherrschaft am 23. Juli 1794 in Paris guillotiniert.
Durch den Reichsdeputationshauptschluss 1803 erlangte Friedrich IV. die Landeshoheit über ein Drittel der dem säkularisierten Hochstift Münster zuvor angehörenden Ämter Bocholt und Ahaus als Entschädigung für das verlorene Fürstentum Salm-Kyrburg links des Rheins, das im Frieden von Lunéville 1801 vom Heiligen Römischen Reich an Frankreich abgetreten worden war. Die anderen zwei Drittel waren dem Fürsten Konstantin Alexander Joseph zu Salm-Salm als neue Herrschaft und Entschädigung für ebenfalls verlorene linksrheinische Länder zugewiesen worden. Die Fürsten zu Salm-Salm und Salm-Kyrburg regierten die zugewiesenen Länder als Fürstentum Salm gemeinsam.
Da Fürst Friedrich IV. erst am 14. Dezember 1810 volljährig war, fungierten sein Onkel, Prinz Moritz zu Salm-Kyrburg (1761–1813), und seine Tante, die Fürstin Amalie Zephyrine von Hohenzollern-Sigmaringen (1760–1841) als vormundschaftliche Regenten im Fürstentum Salm. Als „Vormundschaftsrat“ und als „Oberleiter aller Verwaltungszweige“ des Mündels, später auch des volljährigen Fürsten, wirkte der Rechtswissenschaftler Franz Xaver von Zwackh, der 1787 Friedrich III. zu Salm-Kyrburg als Kanzleidirektor und Geheimer Rat gedient hatte, ehe er zum Reichskammergericht gewechselt war. 
Fürst Friedrich IV. gehörte 1806 zu den Gründern des Rheinbundes, einem Militär- und Staatenbund unter dem Protektorat Napoléons. Mit diesem Bündnis erlangte Fürst Friedrich IV. für sich und sein Land volle Souveränität. Faktisch war das kleine Fürstentum Salm aber weitgehend ein Satellitenstaat Frankreichs.
In der Rheinbundakte wurde Friedrich IV. auch die kleine, zuvor reichsunmittelbare Herrschaft Gemen bei Borken zur Landesherrschaft zugewiesen.
1797 hatte seine Tante, die Fürstin Amalie Zephyrine von Hohenzollern-Sigmaringen, den Obersten a. D. Charles de Voumard zum Erzieher des achtjährigen Friedrich bestellt. Um ihn kreisten Gerüchte, er sei der außereheliche Begleiter der Fürstin. Wegen altadeliger Herkunft, wegen der langjährigen französischen Militärdienste seines Vaters und wegen der hervorragenden Beziehungen seiner Tante Amalie zur kaiserlichen Familie konnte Friedrich IV. in seiner Militärkarriere, die 1806 mit einem kurzen Besuch der Militärschule von Fontainebleau begann, rasch bis zum persönlichen Ordonnanzoffizier Napoléons aufsteigen. 1807 war er unter Andoche Junot in Portugal im Einsatz. 1808 soll er in Spanien gefangen genommen, nach Tarragona abgeführt und später auf Ehrenwort nach Frankreich entlassen worden sein. 1809 war er Teilnehmer der Schlacht bei Wagram. Am Russlandfeldzug 1812 nahm er als Chef d’escadrons im 7e régiment de chasseurs à cheval teil.  Das Ende der napoleonischen Herrschaft erlebte er schließlich als französischer Colonel in Italien.
Am 13. Dezember 1810, einen Tag vor dem 21. Geburtstag Friedrichs IV., annektierte Frankreich das Fürstentum Salm. In diesen Tagen versuchte sein Geschäftsträger Ludwig Benedict Franz von Bilderbeck, die Annexion durch diplomatische Aktivitäten abzuwenden. Er riet dem Fürsten vergeblich, wieder zu seinem französischen Regiment zu stoßen, um Napoleon günstig zu stimmen. Über den jungen Fürsten schrieb Bilderberg an Zwackh: „Er hat weder Kopf noch Fähigkeiten genug, um einem Hause mit Anstand vorzustehen; mit einem Wort er ist ein verzogenes Kind, das einer Gouvernante bedarf.“ Nachdem Friedrich IV. erfahren hatte, dass sein Staat annektiert werden sollte, bat er um eine Privataudienz beim Kaiser. Im persönlichen Gespräch am 16. Dezember 1810 nahm ihm Napoleon jede Hoffnung auf Wahrung der Souveränität. Jedoch versprach er ihm eine finanzielle Entschädigung und die Beibehaltung seines fürstlichen Titels.
Nach dem Zusammenbruch der französischen Herrschaft (1813–1814) gelang es den Fürsten zu Salm-Salm und Salm-Kyrburg nicht, die Landesherrschaft über ihr Fürstentum wiederzuerlangen. Der Wiener Kongress wies die Souveränität über das Gebiet des Fürstentums Salm 1815 dem Königreich Preußen zu. Die Fürsten zu Salm-Salm und Salm-Kyrburg waren fortan nur noch Standesherren in Preußen, wobei sie als Entschädigung für den Verzicht auf die Gerichtsbarkeit eine Jahresrente von 20.000 Talern erhielten.
Nach seiner Entlassung aus dem französischen Militärdienst, die ihm Ludwig XVIII. am 9. Mai 1814 erteilte, lebte Friedrich abwechselnd in seinem Schloss Ahaus und in Ormesson bei Paris. Nachdem er 1825 seinen Anteil an der Standesherrschaft Ahaus und Bocholt an den Fürsten Florentin zu Salm-Salm gegen eine Leibrente abgetreten hatte, besaß Friedrich noch das (Titular-)Fürstentum Hornes sowie die Herrschaften Leuze, Pecq und Boxtel, deren Einkünfte – zusammen mit der Rente von Salm-Salm für die überlassene Standesherrschaft Ahaus und Bocholt – 1836 auf rund 200.000 Gulden taxiert wurden.
1846 ließ Friedrich bei Linz am Rhein als Sommersitz seiner Familie das Schloss Rennenberg errichten.
Am 3. März 1810 wurde Friedrich von Napoleon in die Ehrenlegion aufgenommen. Auf Betreiben seiner Tante Amalie, die sich bei Joachim Murat für ihren Neffen verwendet hatte, erhielt er 1811 das Großkreuz des Ordens beider Sizilien, nachdem er 1807 von Maximilian I. Joseph von Bayern – ebenfalls auf Betreiben seiner Tante, die einen Beamten des bayerischen Außenministeriums mit einer goldenen Tabatiere bestochen hatte – den Hubertusorden erhalten hatte. 1814 verlieh ihm Ludwig XVIII. den wieder eingeführten Ordre royal et militaire de Saint-Louis. Karl X. ernannte im am 26. März 1826 zum Kommandeur der Ehrenlegion. Vetter Karl von Hohenzollern-Sigmaringen dekorierte Friedrich am 4. Januar 1842 mit dem Ritterkreuz des Hausordens der Hohenzollern. Außerdem wurde er zum Granden von Spanien I. Klasse ernannt. 1831 erschien Friedrich unter den Kandidaten für den Thron des Königreichs Belgiens.

## Ehe und Nachkommen
Fürst Friedrich IV. heiratete am 11. Januar 1815 Cécile Rosalie Prévost, baronne de Bordeaux (1783–1866), mit der er einen leiblichen Sohn hatte:
- Friedrich V. (1823–1887), Fürst zu Salm-Kyrburg ⚭ 1844 Prinzessin Eléonore de La Trémoille (1827–1846)
  - Friedrich VI. (1845–1905), Fürst zu Salm-Kyrburg ⚭ 1883 Louise Marie Mathilde Marguerita Cornelia Irmin Le Grand (1864–1949, morganatische Ehe, 1885 durch Ernst II. von Sachsen-Coburg und Gotha als Freiin von Eichhof in den erblichen Adel von Sachsen-Coburg und Gotha aufgenommen, 1917 durch Wilhelm II. als Freiin von Rennenberg in den erblichen preußischen Adel aufgenommen, sechs Kinder)